# Cúp Florida 2015
Cúp Florida 2015 là một giải đấu giao hữu. Đây là giải đấu đầu tiên diễn ra ở Mỹ.

## Đội bóng
| Quốc gia | Đội bóng         | Vị trí         | Liên đoàn | Giải đấu                      |
| -------- | ---------------- | -------------- | --------- | ----------------------------- |
| Đức      | Köln             | Cologne        | UEFA      | Bundesliga                    |
| Đức      | Bayer Leverkusen | Leverkusen     | UEFA      | Bundesliga                    |
| Brasil   | Corinthians      | São Paulo      | CONMEBOL  | Campeonato Brasileiro Série A |
| Brasil   | Fluminense       | Rio de Janeiro | CONMEBOL  | Campeonato Brasileiro Série A |

## Địa điểm
| Orlando                                        |                                                     | Jacksonville |
| ESPN Wide World of Sports Complex              | EverBank Field                                      |              |
| 28°20′13,5″B 81°33′21,6″T / 28,33333°B 81,55°T | 43°46′50,96″B 11°16′56,13″Đ / 43,76667°B 11,26667°Đ |              |
| Sức chứa: 9.500                                | Sức chứa: 66.851                                    |              |
|                                                |                                                     |              |

## Trận đấu
| Fluminense | 0–3    | Bayer Leverkusen                      |
| ---------- | ------ | ------------------------------------- |
|            | Report | Kießling 44' · Rolfes 77' · Drmić 78' |

| Köln       | 1–0    | Corinthians |
| ---------- | ------ | ----------- |
| Peszko 13' | Report |             |

| Corinthians      | 2–1 | Bayer Leverkusen |
| ---------------- | --- | ---------------- |
| Guerrero 28' 58' |     | Yurchenko 13'    |

| Fluminense            | 2–3 | Köln                             |
| --------------------- | --- | -------------------------------- |
| Edson 5' · Walter 70' |     | Ujah 7' · Finne 50' · Halfar 66' |

## Bảng xếp hạng

### Đội bóng
| Vị thứ | Đội bóng         | St | T | H | B | BT | BB | HS | Đ |
| ------ | ---------------- | -- | - | - | - | -- | -- | -- | - |
| 1      | Köln             | 2  | 2 | 0 | 0 | 4  | 2  | +2 | 6 |
| 2      | Bayer Leverkusen | 2  | 1 | 0 | 1 | 4  | 2  | +2 | 3 |
| 3      | Corinthians      | 2  | 1 | 0 | 1 | 2  | 2  | 0  | 3 |
| 4      | Fluminense       | 2  | 0 | 0 | 2 | 2  | 6  | −4 | 0 |